# Ral·li Alacant-Costablanca
El Ral·li Alacant-Costablanca (oficialment en castellà: Rally Alicante-Costablanca), conegut també simplement com a Ral·li Costablanca, és una prova de ral·li que es disputa anualment des 1969 a la Costa Blanca, pels voltants d'Alacant. Organitzada per l'Automóvil Club de Alicante (ACA), la prova ha anat canviant de nom al llarg dels anys i ha estat sovint puntuable per als campionats del País Valencià i d'Espanya de ral·lis i fins i tot en una edició (1992) per al Campionat europeu.

## Història

### Primeres edicions
L'ACA començà a organitzar proves automobilístiques el 1956. El 1969 en creà una de nova amb el nom de Iº 500 km Nocturnos de Alicante la qual, tot i tenir un format diferent dels ral·lis moderns, és considerada la primera edició de l'actual Ral·li Costablanca. La cursa tenia dues classificacions diferents: handicap i scratch . L'any següent va passar a formar part del calendari del campionat d'Espanya de ral·lis sota el patrocini de Bugies Bosch, ja amb el reglament basat en el Codi Esportiu Internacional. Disputada tradicionalment al mes de maig, la prova es va mantenir en el calendari del campionat estatal i el del Campionat del País Valencià durant anys.
Durant la dècada de 1970, el ral·li va començar a guanyar prestigi hi hi participaren pilots reconeguts de l'època, com ara Jorge de Bagration, Antoni Zanini o Salvador Cañellas. El 1983 se'n va celebrar la quinzena edició sota el patrocini del Pryca, amb un itinerari que va arribar fins a Callosa d'en Sarrià (Marina Baixa). L'any següent es va recol·locar al mes de juliol i va canviar el nom pel de Rally Cajalicante en rebre el patrocini d'aquesta entitat bancària. El 1988 es va augmentar el nombre de quilòmetres a recórrer i va tornar a celebrar-se al mes de maig. A l'any següent, amb nombrosos participants estrangers, se'n tornà a augmentar el quilometratge.

### Dècada de 1990
El 1990, la cursa obtingué la categoria d'internacional i s'hi produïren diversos canvis: la seu central passà d'Alacant a Benidorm (Marina Baixa) i l'itinerari varià. El 1991 la prova es realitza d'acord amb el reglament del Codi Esportiu Internacional de la FIA. El 1992, a causa de la fusió de les entitats bancàries Caja de Ahorros de Alicante i Caixa Mediterrani, el ral·li tornà a canviar de nom i es va passar a dir Rally Mediterráneo Costablanca. En aquella ocasió, la cursa tenia un itinerari de 874 km i 21 trams, a més d'esdevenir puntuable per primera vegada en la seva història per al Campionat d'Europa. A causa del corresponent esforç econòmic de l'organització, el ral·li no es va tornar a celebrar fins tres anys després, ara amb el nom de Rally Costablanca i essent puntuable només per al Campionat de Ral·li del País Valencià.

### Segle XXI
El 1999, la prova tingué el caràcter de preinscripció per al Campionat d'Espanya, en un intent per a recuperar la categoria de puntuable, ara ja amb el nom actual de Rally Alicante-Costablanca. Des d'aleshores, el ral·li se celebrà ininterrompudament fins que el 2011 l'organització va haver d'ajornar-la inicialment, i després anul·lar-la, a causa de la manca de suport institucional. Finalment, el 2015 es reprengué l'organització de l'esdeveniment.

## Palmarès
A 31 de desembre de 2015
| Any                    | Edició                                 | Pilot                | Copilot                   | Automòbil                  | Camp.          |
| ---------------------- | -------------------------------------- | -------------------- | ------------------------- | -------------------------- | -------------- |
| 1969                   | 1º Rally 500 km Nocturnos de Alicante  | ?                    | ?                         | ?                          |                |
| 1970                   | 2º Rally 500 km Nocturnos de Alicante  | Manuel Juncosa       | Artemio Eche "Artemi"     | Fiat Abarth 2000           | Esp            |
| 1971                   | 3º Rally 500 km Nocturnos de Alicante  | Alberto Ruiz Giménez | Rafael Castañeda          | Porsche 911 S              | Esp            |
| 1972                   | 4º Rally 500 km Nocturnos de Alicante  | Manuel Juncosa       | Víctor Sabater            | SEAT 1430                  | Esp            |
| 1973                   | 5º Rally 500 km Nocturnos de Alicante  | Jorge Bäbler         | Ricardo Antolín           | SEAT 1430-1600             | Esp            |
| 1974                   | 6º Rally 500 km Nocturnos de Alicante  | Julio Gargallo       | Ignacio Lewin             | Porsche Carrera RS         | Esp            |
| 1975                   | 7º Rally 500 km Nocturnos de Alicante  | Jorge de Bagratión   | ?                         | Lancia Stratos             |                |
| 1976                   | 8º Rally 500 km Nocturnos de Alicante  | Marc Etchebers       | Marie-Christine Etchebers | Porsche Carrera            | Esp            |
| 1977                   | 9º Rally 500 km Nocturnos de Alicante  | Antoni Zanini        | Juan José Petisco         | SEAT 124-1800              | Esp            |
| 1978                   | 10º Rally 500 km Nocturnos de Alicante | Marc Etchebers       | Amorena                   | Porsche                    | Esp            |
| 1979                   | 11º Rally 500 km Nocturnos de Alicante | ?                    | ?                         |                            | Esp            |
| 1980                   | 12º Rally 500 km Nocturnos de Alicante | ?                    | ?                         |                            | Esp            |
| 1981                   | 13º Rally 500 km Nocturnos de Alicante | ?                    | ?                         |                            | ?              |
| 1982                   | 14º Rally 500 km Nocturnos de Alicante | Manuel Rodríguez     | Ñota                      | Renault 5 Turbo            | Esp            |
| 1983                   | 15º Rally 500 km nocturnos de Alicante | ?                    | ?                         |                            | ?              |
| 1984                   | 16º Rally Cajalicante                  | ?                    | ?                         |                            | ?              |
| 1985                   | 17º Rally Cajalicante                  | ?                    | ?                         |                            | ?              |
| 1986                   | 18º Rally Cajalicante                  | Hilillo              | Tolón                     | Renault 5 Turbo            | Copa de España |
| 1987                   | 19º Rally Cajalicante                  | Carlos Sainz         | Antonio Boto              | Ford Sierra RS Cosworth    | Esp            |
| 1988                   | 20º Rally Cajalicante                  | Carlos Sainz         | Luis Moya                 | Ford Sierra RS Cosworth    | Esp            |
| 1989                   | 21º Rally Cajalicante Internacional    | Pep Bassas           | Antonio Rodríguez         | BMW M3                     | Esp            |
| 1990                   | 22º Rally Cajalicante Internacional    | ?                    | ?                         |                            | ?              |
| 1991                   | 23º Rally Cajalicante Internacional    | Gustavo Trelles      | Ricardo Ivetich           | Lancia Delta Integrale 16V | Esp            |
| 1992                   | 24º Rally Mediterráneo Costablanca     | Jesús Puras          | José Arrarte              | Lancia Delta HF Integrale  | ERC, Esp       |
| 1993-1994: No disputat |                                        |                      |                           |                            |                |
| 1995                   | 25º Rally Costablanca                  | Llamusi              | Bascuñana                 | Peugeot 309 GTi            |                |
| 1996                   | 26º Rally Costablanca                  | Morena               | Candela                   |                            |                |
| 1997                   | 27º Rally Costablanca                  | Manuel Muniente      | Ibáñez                    | Peugeot 306 S16            |                |
| 1998                   | 28º Rally Costablanca                  | Alex Abadía          | Bou                       | Peugeot 106 Maxi           |                |
| 1999                   | 29º Rally Costablanca                  | Alex Abadía          | Varón                     | Peugeot                    |                |
| 2000                   | 30º Rally Alicante-Costablanca         | Sanz                 | Segui                     | Mitsubishi Lancer Evo      |                |
| 2001                   | 31º Rally Alicante-Costablanca         | Alex Abadía          | Varón                     | Peugeot 306 Maxi           |                |
| 2002                   | 32º Rally Alicante-Costablanca         | Ortuño               | Durá                      | Mitsubishi Lancer Evo VI   |                |
| 2003                   | 33º Rally Alicante-Costablanca         | Ortuño               | Durá                      | Mitsubishi Lancer Evo VI   |                |
| 2004                   | 34º Rally Alicante-Costablanca         | Ferrer               | Ripoll                    | Renault Clio Sport         |                |
| 2005                   | 35º Rally Alicante-Costablanca         | Miguel Fuster        | Vicente Medina            | Renault Clio S1600         |                |
| 2006                   | 36º Rally Alicante-Costablanca         | M. Aviñó             | N. Aviñó                  | BMW M3                     |                |
| 2007                   | 37º Rally Alicante-Costablanca         | M. Aviñó             | N. Aviñó                  | Renault Clio S1600         |                |
| 2008                   | 38º Rally Alicante-Costablanca         | Santiago Carnicer    | Abel Blázquez             | Renault Maxi Megane        |                |
| 2009                   | 39º Rally Alicante-Costablanca         | Santiago Carnicer    | Abel Blázquez             | Renault Maxi Megane        |                |
| 2010                   | 40º Rally Alicante-Costablanca         | Santiago Carnicer    | Abel Blázquez             |                            |                |
| 2011                   | 41º Rally Alicante-Costablanca         | Anul·lat             | Anul·lat                  | Anul·lat                   | Anul·lat       |
| 2015                   | 41º Rally Alicante-Costablanca         | Santiago Carnicer    | Víctor Buades             | Ford Fiesta R5             |                |